# Батько наш — Бандера
«Батько наш — Бандера, Україна — мати!» — українська патріотична пісня, в якій оспівують поширену в повстанських піснях історію про тяжко пораненого в бою вояка УПА, якого оплакує мати. Набула всеукраїнської популярності восени 2021 р.. Вважається неофіційним гімном бандерівців.

## Історія
В інформпросторі пісня з'явилася 4 березня 2019 р. у виконанні священників під орудою отця Анатолія Зінкевича. Вперше відео з уривком пісні було опубліковано на YouTube-каналі "Газета Місто". Очевидно, що запис зроблено раніше, адже о. Анатолій помер 13 лютого 2019 р..

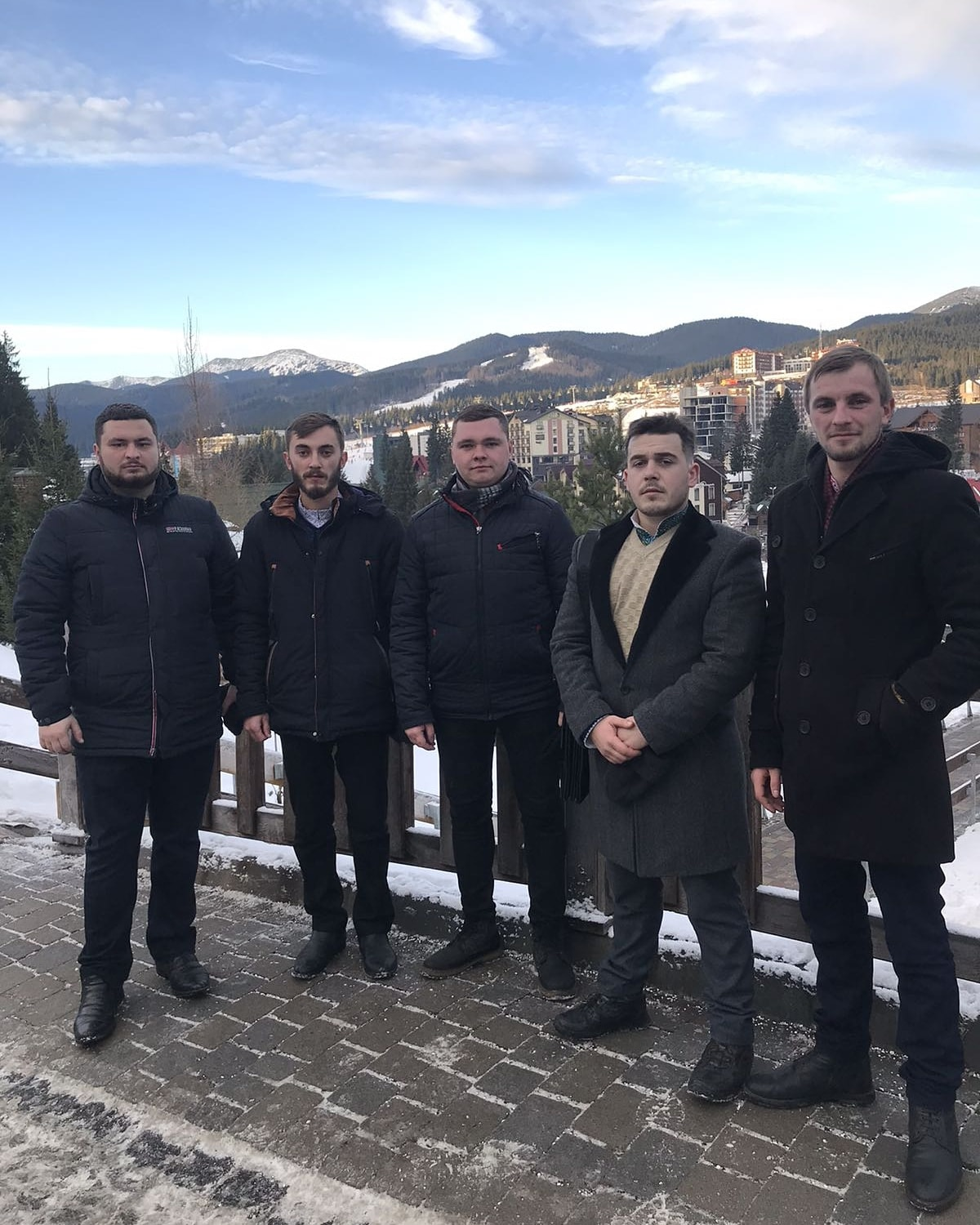
Першовиконавці пісні - вокальний ансамбль "Пентархія"

Наступна публікація пісні в інформпросторі відбулась на YouTube-каналі Оксани Мотики 11 січня 2020 р., де пісню виконують учасники вокального ансамблю «Пентархія». Саме це виконання згодом зробило пісню відомою. Ансамбль «Пентархія» – вокальний квінтет (саме звідси його назва, адже з грец. πεντά – п'ять) тоді ще студентів, а нині – випускників Богословського відділення ЧНУ ім.Ю.Федьковича. Саме вони є творцями відомого всім варіанту пісні. Упорядником тексту є учасник «Пентархії», власне, заспівувач пісні, Олег Лу́цан. Основою створеної ним пісні є слова з уже згаданого відео з Анатолієм Зінкевичем та з пісні "Ой у лісі, лісі, під дубом зеленим" на сайті "Електронний архів українського фольклору". Складений Олегом Лу́цаном варіант пісні «Батько наш – Бандера» 19 вересня 2019 р. опублікував студент спеціальності «Богослов’я» ЧНУ ім.Ю.Федьковича Павло Мандзюк на сайті «Українські пісні». До цього за запитом "Батько наш Бандера, Україна – мати, ми за Україну будем воювати" Google не знаходив подібних пісень.
Версію, що згодом набула найбільшої популярності, було записано 8 січня 2020 р. в с. Зелений Яр у домі місцевого священника Василя Мотики та авторки відео Оксани Мотики під час застілля. Незадовго після публікації відео, на проросійському інтернет-ресурсі «СПЖ» з’явилася стаття із критикою пісні та виконавців. Тож, згодом це почали обговорювати і в російських медіа. Меми у соцмережах з використанням витягненого із відеозапису звуку почали з’являтися у вересні 2020 р.. Першим це зробив блогер-мовознавець Андрій Шимановський. Та найбільшого резонансу пісня набула після того, як львівські школярки виклали в соцмережі відео, де вони підспівують під запис «Пентархії». Відео почало поширюватися не тільки в українських, але і в російських мас-медіа. Про це почали говорити навіть на російських пропагандистських каналах зі шквалом критики, звісно. У відповідь на критику українці запустили масовий флешмоб з виконанням пісні «Батько наш – Бандера», який поширився по всіх куточках України, включно з Донбасом, та по всьому світу. Учасники флешмобу або співали пісню самі, або ж часто використовували запис «Пентархії». До слова, більш якісний відеозапис з виконанням «Пентархією» пісні у рідній хаті Степана Бандери в с. Старий Угринів, також зроблений 8 січня 2020 р., але опублікований до Дня Соборності аж 22 січня 2020 р., не набув такої популярності.
Фонограмою до роликів флешмобу найчастіше слугувало виконання пісні ансамблем «Пентархія», але також у флешмобі часто використовували звук із відеозапису пісні про Бандеру у виконанні священиків Свято-Троїцького кафедрального собору ПЦУ м. Івано-Франківська, де заспівувачем також є Олег Лу́цан. Це відео було записане біля міського пам’ятника Степана Бандери на урочистостях до його Дня Народження 1 січня 2021 р.. Про це також була опублікована критикуюча стаття на раніше згаданому проросійському інтернет-ресурсі «СПЖ».
До флешмобу «Батько наш Бандера» долучилися, зокрема:
- громадські організації «Слов'янська січ» та «Єдина родина Донеччини» — на Youtube-каналі «Патріот Донбасу» опубліковано відео, на якому видно, як дівчата в камуфляжі танцюють на тлі стели при в'їзді в місто Слов'янськ Донецької області під ремікс на пісню «Батько наш — Бандера, Україна — мати»[11];
- хористи Львівської національної академічної чоловічої хорової капели «Дударик», виконавши пісню в ефірі програми «Вечір із Миколою Княжицьким»[18];
- студенти Львівської національної музичної академії імені Миколи Лисенка[19];
- Андрій Хливнюк на своїй сторінці в Instagram[20];
- Вєрка Сердючка у грудні 2021 року наспівала її під час зйомок «Дизель Шоу»[21].

Наприкінці жовтня 2021 року пісня «Батько наш – Бандера» стала лідером за кількістю пошуків на YouTube, а на початку листопада стала популярнішою за новий трек Моргенштерна.
Ймовірно, масове виконання пісні про Бандеру стало одним з надуманих провокуючих факторів оголошення путіним «денацифікації» України. Тож, після повномасштабного вторгнення армії рф в Україну, пісня "Батько наш — Бандера" стала елементом "музики війни" і символом боротьби і спротиву українців.
14 листопада суд Залізничного району Гомеля (Білорусь) назвав пісню "Батько наш — Бандера" екстремістською, таким чином заборонивши її на території Республіки Білорусь.
Виконання до дня народження Степана Бандери 1 січня 2022
Пісню співали на всіх акціях до дня народження Степана Бандери 1 січня 2022 року. Зокрема, цього дня вона звучала на офіційних заходах з уст її першовиконавців — вокального ансамблю "Пентархія" в Меморіальному комплексі С. Бандери, на місці, де він народився, у с. Старий Угринів та священиків Свято-Троїцького кафедрального собору ПЦУ м. Івано-Франківська біля міського пам'ятника С. Бандери.
Того ж дня вона з'явилася у роковому аранжуванні гурту «Ромакс бенд». Цей роковий кліп проілюстрували кадрами сучасної боротьби за цілісність, свободу і незалежність України, зокрема нетерпимістю до залишків комуністичної спадщини.
На народному вічі у Львові з нагоди Дня народження Степана Бандери пісню виконала народна депутатка України і співачка Софія Федина. Також цю пісню до дня народження провідника ОУН виконав фронтмен гурту «Мері» Віктор Винник.

## Походження пісні
Майже ідентична народна мелодія зафіксована у збірнику «За волю України» для пісні «Зажурились хлопці», автор якої Йосип Струцюк стилізував слова під мелодію давнішої пісні «Кувала зозуля, кувала раненько».

Також відомі дещо схожі за змістом, але з іншими мелодіями повстанські пісні «Ой там піді Львовом [явір зелененький]», «Ой там під Кийовом [явір зелененький]», «Ой, у лісі[, лісі,] під дубом зеленим», «Ой там під Хустом, під дубом зеленим» тощо.

## Зміст пісні
За тематикою пісню «Батько наш Бандера» умовно можна поділити на три частини. Перша частина оспівує тяжко пораненого після бою повстанця, до якого прийшла його мати. Можете уявити, якого фізичного болю зазнав воїн, втративши ногу і руку, і який душевний біль перенесла мама, бачачи сина у такому стані? Не дуже весело, правда ж? Друга частина — це відповідь сина своїй матері. Він просить її та, від імені своїх товаришів, інших матерів не плакати за ними й намагається розрадити її звісткою про успішний бій, в результаті якого вороги "тікали, аж лапті губили". На кінець, в третій частині, пісня доносить нам сумну вість - герой помер і мати змушена була поховати свого сина, написавши на його могилі"Слава Україні.Всім героям слава" на прославу України і її Героїв.
Що ж до першого куплету пісні, який повторюється у ній кілька разів і закінчує її, то зв'язок з усією піснею в нього очевидний — саме з ім'ям С. Бандери асоціюється український повстанський рух. Основоположника якого-небудь учення, якої-небудь галузі науки, мистецтва і т. д. інколи називають батьком. Також, батьком своїх провідників називали козаки. Тож, і Степана Бандеру, як головного ідеолога і теоретика української державності, провідника українських повстанців, сміливо можна назвати батьком.

## Слова пісні
Батько наш — Бандера, Україна — мати,

Ми за Україну буде́м воювати!            | (2)

Ой, у лісі, лісі, під дубо́м зеленим,

Там лежить повстанець тяже́нько ране́ний. | (2)

Ой, лежи́ть він, ле́жить, терпить тяжкі муки,

Без ліво́ї но́ги, без право́ї ру́ки.        | (2)

Як прийшла до нього рідна мати йо́го,

Плаче і ридає, жа́лує йо́го.              | (2)

Ой, сину́ ж мій, си́ну, вже навоювався,

Без право́ї ручки, без ніжки зостався.   | (2)

Мами ж наші, мами, не плачте́ за нами,

Не плачте́ за нами гіркими сльозами.     | (2)

Батько наш — Бандера, Україна — мати,

Ми за Україну буде́м воювати!            | (2)

А ми з москалями та й не в згоді жили,

На само́го Петра у́ бій ми вступили.      | (2)

Москалі тікали, аж лапті́ губили,

А наші за ними постріли били.           | (2)

Батько наш — Бандера, Україна — мати,

Ми за Україну буде́м воювати!            | (2)

Ой, як мати сина сво́го поховала

На його могилі сло́ва написала.          | (2)

На його могилі сло́ва написала:

Слава Україні! Всім героям слава!       | (2)

Батько наш — Бандера, Україна — мати,

Ми за Україну буде́м воювати! | (2)